# Luis Batis Sáinz
Luis Batis Sáinz, (Miguel Auza, Zacatecas, 13 de septiembre de 1870 - Chalchihuites) fue un párroco y mártir mexicano de la Guerra Cristera.   .

## Biografía
Nació el 13 de septiembre de 1870 en San Miguel de Mezquital, fue hijo de Wenceslao Batis Arellano y María de Jesús Sáinz Ortega Corrales, cuando quedó huérfano, siguiendo el ejemplo de su hermano mayor, ingresó en el seminario diocesano. 
El 1 de enero de 1894  fue ordenado diacono en Durango  fue director espiritual del seminario  y administrador parroquial en Chalchihuites. Fue el guardián de la Acción Juvenil Católica, y su compromiso en la promoción de la Eucaristía y lacatequesis le valió el apodo de Sacerdote de la Eucaristía y la catequesis  . En el ejercicio de su apostolado, además de enseñar el catecismo, fundó también talleres vocacionales para obreros y niños.
En un momento en que se intensificó la persecución de los católicos, después de la publicación en 1926 decreto del gobierno de Plutarco Elías Calles ordenó a los sacerdotes abandonar sus parroquias y trasladarse a las ciudades, pero no abandonó su lugar de servicio sacerdotal, alojándose en apartamentos privados  y animó a los feligreses a profesar su fe abiertamente. Debido a su implicación en el ministerio pastoral, se convirtió en objeto de persecución por parte de las autoridades anticlericales.
El 26 de julio de 1926 organizó una reunión pública en Chalchihuites en defensa de la libertad religiosa.  Al día siguiente fue fusilado , y con él murieron sus colaboradores, Manuel Morales, Salvador Lara Puente, David Roldán Lara   . Las últimas palabras que pronunció antes de morir fueron un grito: ¡Viva Cristo Rey y la Virgen de Guadalupe!

Tras concluir el proceso de información a nivel diocesano local, realizado entre 1933 y 1988 respecto a los mártires del período de persecución de la Iglesia católica en México, fue beatificado el 22 de noviembre de 1992 en la Basílica de San Pedro. Su canonización fue  en la Plaza de San Pedro, en el grupo de Cristóbal Magallanes Jara y 24 compañeros, que tuvo lugar el 21 de mayo de 2000  . Fue elevado a los altares de la Iglesia Católica por el Papa Juan Pablo II   .
Las reliquias de Luis Batiz Sáinz fueron trasladadas a la iglesia de “San Pedro” en Chalchihuites, que es un lugar de especial devoción al santo, y descansan junto a las reliquias de los santos Manuel Morales, Salvador Lara Puente y David Roldán Lara.